# John S. Preston
Pour les articles homonymes, voir Preston.
John Smith Preston (20 avril 1809 – 1er mai 1881) est un riche planteur, soldat, et procureur qui devient influent dans la politique de la Caroline du Sud au XIXe siècle. Ardent sécessionniste, il est un délégué de l'État envoyé pour aider à convaincre la convention de Sécession de Virginie de rejoindre la Caroline du Sud pour faire sécession de l'Union au cours des mois précédant le début de la guerre de Sécession.

## Avant la guerre
Preston naît à « Salt Works », un vaste domaine possédé par une éminente famille de militaires près d'Abingdon, en Virginie. Il est un fils du général Francis Preston et Sarah Buchanan (Campbell) Preston. Il est diplômé du Hampden-Sydney College, en 1824, puis fait des études de droit à l'université de Virginie et l'université de Harvard. Il réussir l'examen du barreau et crée un cabinet d'avocat à Abingdon. Le 28 avril 1830, il épouse Caroline Hampton, une fille du plus riche planteur de Caroline du Sud, Wade Hampton. Ils auront finalement huit enfants.
Preston élit domicile à Columbia, en Caroline du Sud, et y établit une pratique juridique. Plus tard, il investit lourdement dans une plantation de canne à sucre, The Houmas, près de Baton Rouge, en Louisiane, qui prospère et lui procure la richesse.
Fervent défenseur des droits des États, Preston rejoint le parti démocrate et est élu au Sénat de l'État de la Caroline du Sud pendant plusieurs mandats successifs, servant de 1848 à 1856. Il est délégué de la Caroline du Sud à convention nationale démocrate de 1860. Il est également un délégué de l'État envoyé pour aider à convaincre la convention de sécession de la Virginie à rejoindre la Caroline du Sud pour faire sécession de l'Union au cours des mois précédant le début de la guerre de Sécession.

## Guerre de Sécession
Pendant la première partie de la guerre, Preston sert comme aide de camp du général P. G. T. Beauregard. Plus tard, il accepte une commission d'officier dans l'armée confédérée et dirige le bureau de la conscription au sein du département de la Guerre des États confédérés à Richmond. En 1864, il est promu brigadier général. Son manoir chic, la Hampton-Preston House, est saisi par l'armée de l'Union au cours de l'occupation de Columbia en 1865 et est utilisé comme quartier général du major général  John A. Logan.

## Après la guerre
Après la guerre, Preston voyage en Angleterre, ne retournant pas aux États-Unis avant 1868. Il reste un ardent défenseur de la Confédération jusqu'à la fin de sa vie.
Preston meurt à Columbia le 1er mai 1881. Il est enterré dans le cimetière de la cathédrale de la Trinité à Colombia.